# Hornówek (województwo mazowieckie)
Hornówek – wieś w Polsce położona w województwie mazowieckim, w powiecie warszawskim zachodnim, w gminie Izabelin. Ma status sołectwa.
W latach 1975–1998 miejscowość administracyjnie należała do województwa warszawskiego.
Hornówek powstał w II połowie XIX w. po parcelacji majątku Zielonki. Nazwa pochodzi od pierwszego właściciela - Hornowskiego. W początkach XX w. wieś liczyła jedynie 30 gospodarstw, których mieszkańcy utrzymywali się głównie z hodowli bydła. Obecnie osiedle domków jednorodzinnych. W centrum, obok pętli autobusowej linii 210, mogiła rodziny rozstrzelanej przez hitlerowców za ukrywanie Żydów.
Obecnie wieś rozbudowuje się w bezpośredniej bliskości Kampinoskiego Parku Narodowego.

## Komunikacja
Miejscowość jest położona przy drodze łączącej Stare Babice z Izabelinem. Przy skrzyżowaniu ulic Lipkowskiej oraz ks. Kurowskiego znajduje się przystanek autobusowy, na który dojeżdża część kursów obsługiwanej przez ZTM linii 210 oraz wszystkie kursy linii komunikacji lokalnej L-7.